# Eublemma arcuinna
Eublemma arcuinna är en fjärilsart som beskrevs av Jacob Hübner 1793. Eublemma arcuinna ingår i släktet Eublemma och familjen nattflyn. Inga underarter finns listade i Catalogue of Life.